# Psyttalia ponerophaga
Psyttalia ponerophaga är en stekelart som först beskrevs av Filippo Silvestri 1916.  Psyttalia ponerophaga ingår i släktet Psyttalia och familjen bracksteklar. Inga underarter finns listade i Catalogue of Life.